# 庆云监狱旧址
庆云监狱旧址，位于中国河北省沧州市庆云镇，为沧州市盐山县的一个省级文物保护单位，类型为古遗址，公布时间为1993年7月15日。已消失。
庆云监狱旧址的历史年代为明代。